# Schleichera
Genre
Classification APG III (2009)

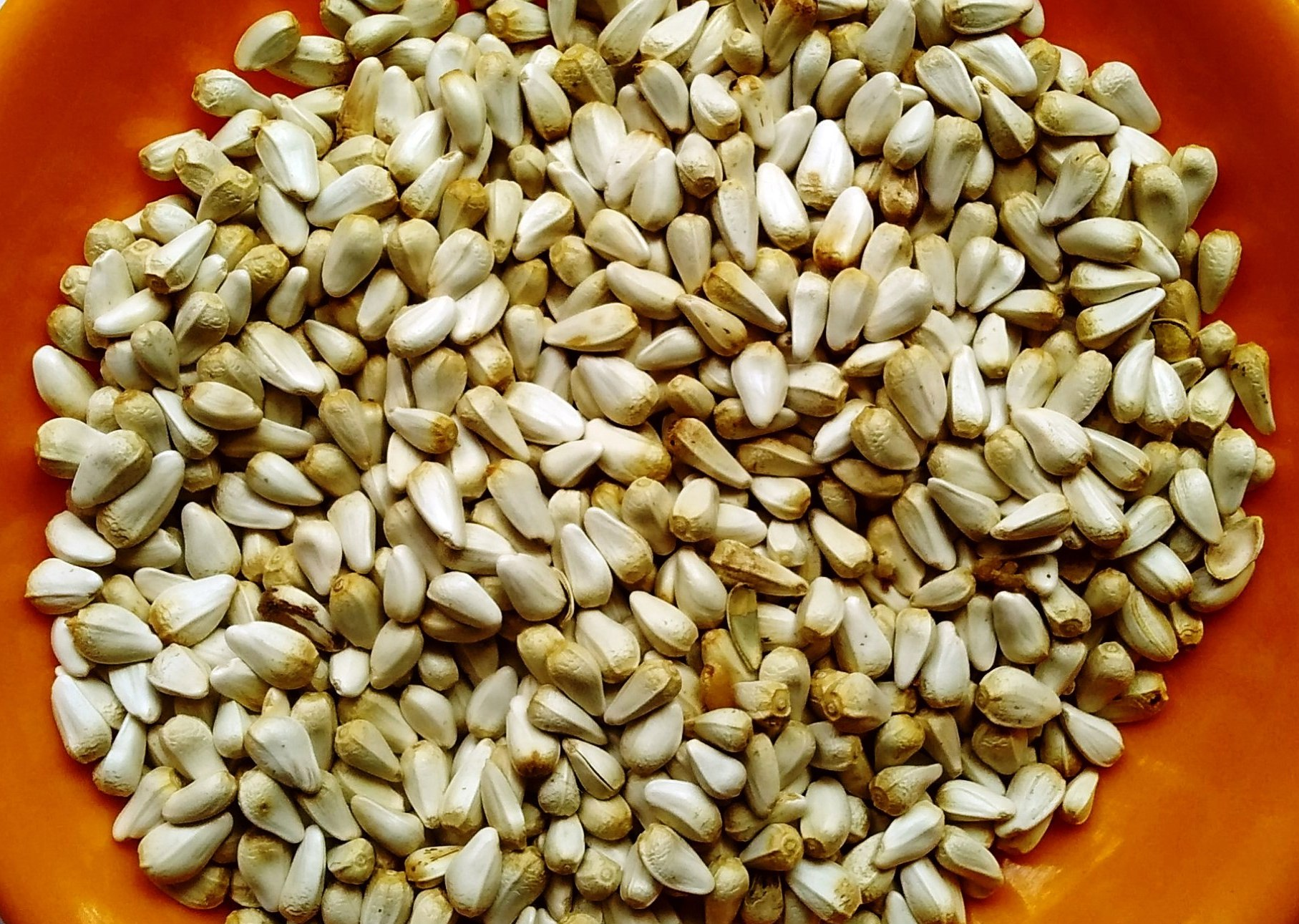
Graines de Schleichera

Schleichera est un genre de plantes de la famille des Sapindaceae. 

## Liste d'espèces
- Schleichera oleosa (Lour.) Oken